# گمینا نوزدژتس
گمینا نوزدژتس (به لهستانی:  Gmina Nozdrzec) یک گمینا در لهستان است که در شهرستان بژوزوف واقع شده‌است. گمینا نوزدژتس ۱۲۱٫۶۲ کیلومتر مربع مساحت و ۸٬۴۹۲ نفر جمعیت دارد.